# Kế hoạch Molotov

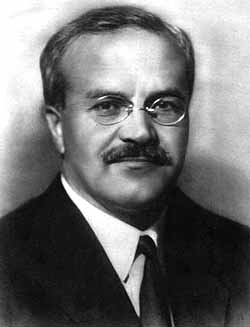
Ngoại trưởng Liên Xô Vyacheslav Molotov

Kế hoạch Molotov là hệ thống được Liên Xô tạo ra vào năm 1947 nhằm cung cấp viện trợ giúp tái thiết các quốc gia ở Đông Âu có mối liên kết với Liên Xô về mặt chính trị và kinh tế. Ban đầu nó được gọi là "Kế hoạch Anh em" ở Liên Xô. Nó có thể được coi là phiên bản Kế hoạch Marshall của Liên Xô, vì lý do chính trị mà các nước Đông Âu không thể tham gia nếu không rời khỏi vùng ảnh hưởng của Liên Xô. Bộ trưởng ngoại giao Liên Xô Vyacheslav Molotov bác bỏ Kế hoạch Marshall (1947), thay vào đó đề xuất Kế hoạch Molotov—nhóm kinh tế do Liên Xô tài trợ cuối cùng được mở rộng để trở thành Comecon.
Kế hoạch Molotov là biểu tượng cho việc Liên Xô từ chối nhận viện trợ từ Kế hoạch Marshall, hoặc cho phép bất kỳ quốc gia vệ tinh nào của họ làm như vậy vì họ tin rằng Kế hoạch Marshall là một nỗ lực làm suy yếu sự quan tâm của Liên Xô đối với các quốc gia vệ tinh của họ thông qua các điều kiện áp đặt và bằng cách khiến các nước hưởng lợi phụ thuộc kinh tế vào Hoa Kỳ (Về mặt chính thức, một trong những mục tiêu của Kế hoạch Marshall là ngăn chặn sự bành trướng của chủ nghĩa cộng sản). Kế hoạch này là một hệ thống các hiệp định thương mại song phương còn giúp thành lập Comecon để tạo ra một liên minh kinh tế của các nước xã hội chủ nghĩa. Viện trợ này cho phép các quốc gia ở châu Âu ngừng phụ thuộc vào viện trợ của Mỹ và thay vào đó cho phép các nước trong Kế hoạch Molotov tổ chức lại hoạt động thương mại của họ với Liên Xô. Kế hoạch này mâu thuẫn về mặt nào đó vì trong khi Liên Xô viện trợ cho các nước Khối phía Đông thì đồng thời họ lại yêu cầu các nước là thành viên của phe Trục phải bồi thường cho Liên Xô.

## Danh sách các quốc gia tham gia Kế hoạch Molotov

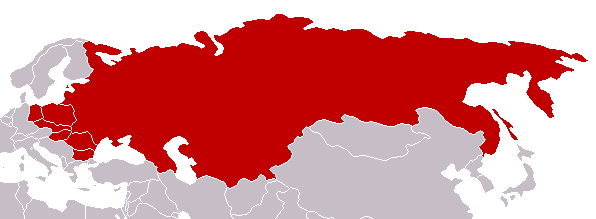
Bản đồ các quốc gia thành viên của Kế hoạch Molotov

- Liên Xô
- Ba Lan
- Tiệp Khắc
- Hungary
- România
- Bulgaria
- Đông Đức